# Calès, Dordogne

Calès este o comună în departamentul Dordogne din sud-vestul Franței. În 2009 avea o populație de 370 de locuitori.

## Evoluția populației
| An        | 1975 | 1982 | 1990 | 1999 | 2006 | 2009 |
| --------- | ---- | ---- | ---- | ---- | ---- | ---- |
| Populație | 343  | 312  | 289  | 304  | 350  | 370  |